# Neorossia
Neorossia is een geslacht van inktvissen uit de familie van de Sepiolidae.

## Soorten
- Neorossia caroli (Joubin, 1902)
- Neorossia leptodons A. Reid, 1992